# Красноспинные саки
Красноспинные саки, или мохнатые саки, или хиропоты (лат. Chiropotes) — род обезьян из подсемейства Pitheciinae, семейства саковых (лат. Platyrrhini). Обитают в тропических лесах Амазонии на юге Венесуэлы, в Гайане, Суринаме, Французской Гвиане и в северной Бразилии. Ареалы видов разделены крупными реками.

## Описание
Красноспинные саки отличаются от родственного рода саки хохолком и бородкой, особенно ярко выраженной у самцов. Хвост длинный, покрыт шерстью, используется для баланса. Размер от 32 до 51 см, вес от 2 до 4 кг.

## Поведение
Как и большинство обезьян Нового света, красноспинные саки — дневные животные, проводящие большую часть времени на деревьях. Населяют дождевые леса северной части Южной Америки. В поисках пищи передвигаются по веткам при помощи всех четырёх конечностей. Ночью спят, обхватив толстые веки, никогда не проводят две ночи подряд на одном дереве. Живут группами, в которых от 18 до 30 животных. Внутри группы общаются при помощи развитой системы звуков, похожих на птичий щебет или свист.
Рацион включает фрукты, также едят орехи, листву деревьев, насекомых и небольших позвоночных.
Беременность длится около 5 месяцев. Раз в год (обычно ранней осенью или в конце лета) самка приносит единственного детёныша. По достижении трёхмесячного возраста малыш начинает самостоятельно исследовать окружающий мир. К размножению способны в 4 года. Продолжительность жизни около 15 лет.

## Статус популяции
Популяция очень чувствительна к разрушению среды обитания. Соответственно, три из четырёх видов этих обезьян (Международный союз охраны природы не выделяет Chiropotes israelita) считаются находящимися под угрозой (статус «В опасности» для Chiropotes albinasus и Chiropotes utahickae, статус "В критической опасности для Chiropotes satanas).

## Классификация

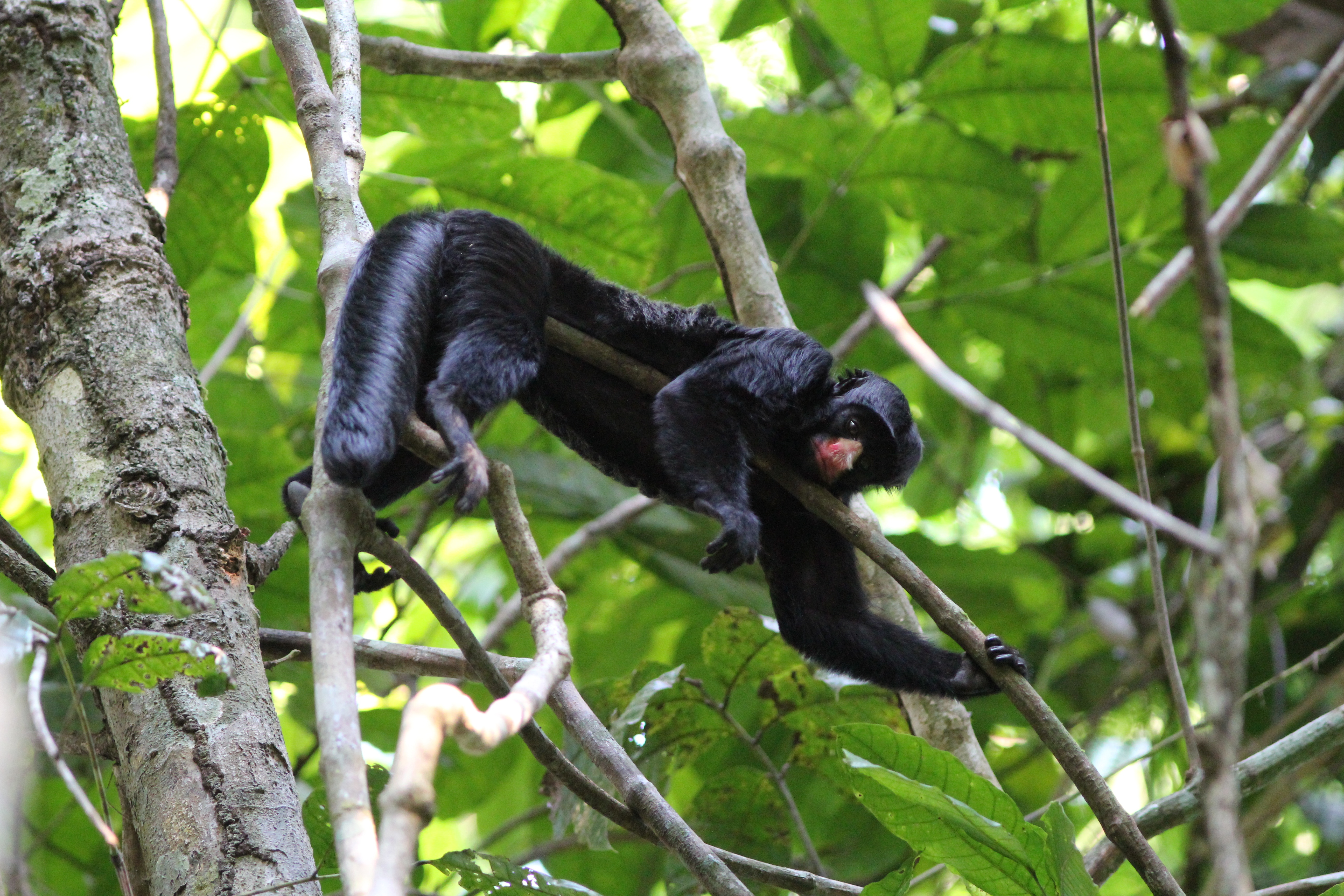
Красноспинный саки (Chiropotes albinasus).

До недавнего времени в составе рода выделяли лишь два вида, однако в 2003 году основываясь на различиях в цвете шерсти, кариотипе, и молекулярном анализе была пересмотрена классификация Chiropotes israelita, а также из состава Chiropotes satanas были выделены виды Chiropotes chiropotes и Chiropotes utahickae.
- Красноспинный саки (Chiropotes albinasus)
- Черноспинный саки (Chiropotes satanas)
- Chiropotes chiropotes
- Chiropotes israelita
- Chiropotes utahickae